# Metro in de Verenigde Staten
|                                                                         |  |                                                                                       |
| De halte McPherson Square van de metro van Washington, in 1977 geopend. |  | Metrotreinen van BART, in de San Francisco Bay Area, rijden voornamelijk bovengronds. |

De metro in de Verenigde Staten bestaat uit in totaal vijftien zogenaamde rapid transit-systemen, waarvan er sommige in dezelfde metropool opereren. Het cruciale verschil tussen metro of rapid transit enerzijds en lightrail anderzijds is dat metrotoestellen op absoluut conflictvrije banen (ongelijkvloerse kruisingen) rijden, terwijl lightrailtoestellen zoals trams en trolleys zich wel in het verkeer begeven. Metrosystemen hebben doorgaans een grotere capaciteit. Niet alle rapid transit- of metrolijnen lopen ondergronds; een voorbeeld van een bovengrondse metro is de Staten Island Railway.
De metro van New York is veruit de grootste en drukste van het land en tevens een van de oudste. Het is het zevende grootste metronetwerk ter wereld; slechts zes steden in Oost-Azië en Rusland vervoeren nog meer passagiers.

## Lijst van metronetten
Dit is een lijst van alle Amerikaanse metronetten, gesorteerd op het aantal ritjes. Een ritje wordt gezien als een traject van een passagier op één lijn. Wanneer de passagier overschakelt, maakt hij als het ware twee ritten. Wanneer een openbaarvervoersysteem zowel metro als lightrail of busdiensten organiseert, zijn alleen ritjes op de metro in rekening gebracht.
|     | Metrosysteem                       | Vervoersbedrijf                                          | Stad/gebied                        | Passagiers/ jaar (2019) | Passagiers/ weekdag (Q4 2019) | Totale lengte | Opening | Haltes | Lijnen |
| --- | ---------------------------------- | -------------------------------------------------------- | ---------------------------------- | ----------------------- | ----------------------------- | ------------- | ------- | ------ | ------ |
| 1.  | New York City Subway               | New York City Transit Authority                          | New York                           | 2.723.960.100           | 9.117.400                     | 399 km        | 1904    | 472    | 26     |
| 2.  | Washington Metro                   | Washington Metropolitan Area Transit Authority           | Washington D.C.                    | 237.701.100             | 816.700                       | 208 km        | 1976    | 97     | 6      |
| 3.  | Chicago 'L'                        | Chicago Transit Authority                                | Chicago                            | 218.467.000             | 695.300                       | 165,4 km      | 1892    | 146    | 8      |
| 4.  | MBTA Subway                        | Massachusetts Bay Transportation Authority               | Boston                             | 152.339.700             | 475.300                       | 61 km         | 1901    | 53     | 3      |
| 5.  | Bay Area Rapid Transit (BART)      | Bay Area Rapid Transit District                          | San Francisco Bay Area             | 123.510.000             | 421.100                       | 180 km        | 1972    | 48     | 7      |
| 6.  | Port Authority Trans-Hudson (PATH) | Port Authority of New York and New Jersey                | Manhattan (NYC) Jersey City Newark | 90.276.600              | 306.700                       | 22,2 km       | 1908    | 13     | 4      |
| 7.  | SEPTA                              | Southeastern Pennsylvania Transportation Authority       | Philadelphia                       | 90.240.800              | 329.200                       | 59,1 km       | 1907    | 75     | 3      |
| 8.  | MARTA                              | Metropolitan Atlanta Rapid Transit Authority             | Atlanta                            | 63.998.500              | 175.338                       | 76,6 km       | 1979    | 38     | 4      |
| 9.  | Metro Rail                         | Los Angeles County Metropolitan Transportation Authority | Los Angeles                        | 41.775.100              | 130.900                       | 28 km         | 1993    | 16     | 2      |
| 10. | Metrorail                          | Miami-Dade Transit                                       | Miami                              | 18.073.100              | 62.600                        | 39,3 km       | 1984    | 23     | 2      |
| 11. | PATCO Speedline                    | Port Authority Transit Corporation                       | Philadelphia Camden County         | 11.107.500              | 38.400                        | 22,9 km       | 1936    | 13     | 1      |
| 12. | Staten Island Railway              | Staten Island Railway                                    | Staten Island (NYC)                | 7.741.00                | 28.500                        | 23 km         | 1860    | 21     | 1      |
| 13. | Baltimore Metro Subway             | Maryland Transit Administration                          | Baltimore                          | 7.325.500               | 36.600                        | 24,9 km       | 1983    | 14     | 1      |
| 14. | RTA Rapid Transit                  | Greater Cleveland Regional Transit Authority             | Cleveland                          | 5.958.000               | 15.900                        | 31 km         | 1955    | 18     | 1      |
| 15. | Tren Urbano                        | Departamento de Transportación y Obras Públicas          | San Juan                           | 5.233.900               | 20.300                        | 17,2 km       | 2004    | 16     | 1      |

Atlanta (MARTA) · Baltimore (Baltimore Metro Subway) · Boston (MBTA Subway) · Chicago (Chicago 'L') · Cleveland (RTA Rapid Transit) · Los Angeles (Metro Rail) · Miami (Metrorail) · New York (New York City Subway) · New York/New Jersey (PATH) · Philadelphia (SEPTA) · Philadelphia/New Jersey (PATCO Speedline) · San Francisco Bay Area (BART) · San Juan (Tren Urbano) · Staten Island (Staten Island Railway) · Washington D.C. (Washington Metro)

Lightrail in de Verenigde Staten · Spoorwegen in de Verenigde Staten · Tram in de Verenigde Staten